# De schat van Heintje Tor
De schat van Heintje Tor is een boek uit de Veldboeket-serie, geschreven voor wat destijds de vijfde klas van het rooms-katholieke basisonderwijs was. Het is geschreven door Carel Beke en de eerste uitgave was in 1956. Het verhaal speelt zich geheel af op Texel.

## Verhaal
De hoofdpersoon is de 11-jarige Bas Keijser, die bevriend raakt met Heintje Tor, een van de oude mannen op het eiland. De meeste mensen zijn een beetje bang voor deze man, die zich nogal vreemd gedraagt en altijd somber is. Bijna niemand weet waarom, maar Bas' oma heeft aan Bas verteld dat Heintje Tor ooit zijn eigen zoon, die net was uitgevaren, voor de kust heeft zien verongelukken in een hevige storm. Niemand op het eiland praat hier tegenwoordig nog over.
Als Bas en Heintje Tor op een dag samen een wandeling door de duinen maken en er een storm losbreekt, zien ze hoe een schip vlak voor de kust in de problemen komt. Heintje Tor aarzelt niet en rent het water in om de bemanning te hulp te schieten. Hij slaagt erin een van de drenkelingen uit het water te redden, toevallig bij dezelfde pier waar zijn eigen zoon eerder verongelukte. Ze weten ook de hand te leggen op een koffertje met bezittingen van de man. Er zit een kostbaar gouden beeldje in, dat later ineens gestolen blijkt te zijn. Inmiddels worden er meer dingen gestolen op het eiland, en iedereen verdenkt Heintje ervan de dief te zijn. Bas weigert dit te geloven. De geredde man stuurt vanuit het ziekenhuis een brief aan Heintje waarin hij zegt uit dankbaarheid Heintje het beeldje graag te willen laten houden.
Tijdens Ouwe Sunderklaas komt Bas er toevallig achter dat de kostbaarheden, inclusief het beeldje, bij de gebroeders Spigt thuis liggen. Bas waarschuwt de veldwachter. Het lukt Bas zelf om de dieven die de duinen in zijn gevlucht te vinden. De politie arriveert net op tijd om de Spigten in te rekenen, terwijl ze Bas in het zand proberen te laten stikken.
Bas' oma vertelt later aan hem wat de werkelijke schat van Heintje is: niet het beeldje dat hij nu heeft, maar een goede inborst. Ze vertelt ook dat er juist voor de Spigten nu extra hard gebeden moet worden, omdat zij net als iedereen later recht op de hemel hebben.